# فهرست وزیران امور خارجه ایران
- بالا راست: نشاط اصفهانی نخستین وزیر امورخارجه ایران بود.
- بالا چپ: سعید مؤتمن‌الملک میرزا سعید خان انصاری (مؤتمن‌الملک) از دولتمردان روزگار ناصرالدین‌شاه بود که حدود ۲۵ سال وزارت امور خارجه را برعهده داشت.
- پایین راست: حسین فاطمی جوان‌ترین وزیر امور خارجه ایران که پیشنهاد ملی‌شدن نفت ایران را برای نخستین بار بیان کرد.
- پایین چپ: سید عباس عراقچی وزیر امور خارجه کنونی ایران

نهاد وزارت امور خارجه ایران از قدیمی‌ترین نهادهای حکومتیِ نوین ایران است. نخستین بار در زمان فتحعلی‌شاه قاجار تشکیلات روابط خارجی کشور «وزارت» نامیده شد. طی فرمانی به تاریخ ذیحجهٔ ۱۲۳۶ ه‍.ق (برابر با شهریور یا مهر ۱۲۰۰ ه‍.خ)، مسئولیت «انتظام مَهامّ وزارت خارجه» به عبدالوهاب نشاط اصفهانی (ملقب به معتمدالدوله) سپرده شد.
پیش از انقلاب مشروطه معمولاً شاه وزیر خارجه را مستقیماً برمی‌گزید و وزیر خارجه لزوماً زیر نظر صدراعظم وقت انجام وظیفه نمی‌کرد.
به دلیل فراگیر نبودن نام خانوادگی پیش از تصویب قانون سجل احوال، بسیاری از سیاستمداران دوران قاجار از لقب بهره می‌بردند؛ ولی در بسیاری موارد یک لقب در دوره‌های گوناگون به چند نفر اعطا شده است که سبب سردرگمی تاریخ‌خوانان می‌شود. از این رو، پیش از لقب حتماً نام کوچک فرد ذکر شده است. در این فهرست تا جای ممکن از آوردن عنوان‌هایی همچون میرزا، خان، پرنس، شیخ و حاجی پرهیز شده است.
در فهرست زیر، در صورتی که پُست وزارت امور خارجه خالی بوده و کسی آن را سرپرستی (کفالت) کرده باشد، نام او در فهرست آمده است؛ ولی چنانچه وزیر امور خارجه تعیین شده باشد و به هر دلیلی حاضر نبوده و کسی سرپرستی (کفالت) این سمت را برعهده گرفته باشد، نام این سرپرست در پانویس آمده است.
دربارهٔ زمان آغاز وزارت وزیران، ذکر این نکته لازم است که در دورهٔ مشروطه نخست‌وزیر هیئت دولت را به‌ترتیب به شاه، مجلس شورای ملی و سرانجام به مجلس سنا معرفی می‌کرد که میان این معرفی‌ها گاهی چندین روز فاصله بود. در این فهرست تا جای ممکن تاریخ معرفی وزیر امور خارجه به شاه آمده است، زیرا در دوره‌های فَترت میان تشکیل مجالس - که گاهی چندین سال به طول می‌انجامیده است - امکان معرفی هیئت دولت به مجلس وجود نداشته است.

## نخستین وزیر خارجهٔ ایران
برخی تاریخ‌نگاران همانند محمد محیط طباطبایی، نشاط را نخستین وزیر خارجهٔ ایران می‌دانند. فریدون آدمیت نیز از ابوالحسن شیرازی به‌عنوان دومین وزیر خارجهٔ ایران یاد می‌کند؛ پس چنین می‌نماید که او نشاط را نخستین وزیر خارجه دانسته است. همچنین، برابر متن فرمان فتح‌علی شاه تشکیلات روابط خارجی ایران در زمان تصدی نشاط «وزارت» نامیده شده است. ولی میرفضل‌الله خاوری شیرازی در تاریخ ذوالقرنین آورده است: «[معتمدالدوله] تا اواخر کار مسمیٰ به اسم وزارت نبود ولی هموارهٔ اوقات کار وزارت را می‌نمود.» احتمالاً منظور خاوری شیرازی از وزارت، وزارت عظمی بوده است زیرا همین زمان بوده است که فتح‌علی شاه به تقلید از عثمانی‌ها عنوان «وزیر اعظم» را به «صدراعظم» دگر گرداند و نام سمتِ وزارت را که پیش از این به وزارت عظمی اطلاق می‌شد بر چند سمت جداگانهٔ حکومتی نهاد.

## پیش از انقلاب مشروطه
| شماره | نگاره                    | نام                                  | آغاز وزارت                                  | پایان وزارت                                 | صدراعظم وقت                         | شاه           |
| ----- | ------------------------ | ------------------------------------ | ------------------------------------------- | ------------------------------------------- | ----------------------------------- | ------------- |
| ۱     | عبدالوهاب نشاط اصفهانی   | عبدالوهاب نشاط اصفهانی (معتمدالدوله) | ذیحجهٔ ۱۲۳۶ ه‍. ق (شهریور یا مهر ۱۲۰۰ ه‍.خ)      | محرم ۱۲۳۹ ه‍. ق (شهریور یا مهر ۱۲۰۲ ه‍.خ)       | محمدحسین صدر اصفهانی (امین‌الدوله)   | فتحعلی شاه    |
| ۲     | ابوالحسن شیرازی          | ابوالحسن شیرازی (ایلچی کبیر)         | محرم ۱۲۳۹ ه‍. ق (شهریور یا مهر ۱۲۰۲ ه‍.خ)       | صفر ۱۲۳۹ ه‍. ق (مهر یا آبان ۱۲۰۲ ه‍.خ)          | محمدحسین صدر اصفهانی (امین‌الدوله)   | فتحعلی شاه    |
| ۲     | ابوالحسن شیرازی          | ابوالحسن شیرازی (ایلچی کبیر)         | صفر ۱۲۳۹ ه‍. ق (مهر یا آبان ۱۲۰۲ ه‍.خ)          | شوال ۱۲۴۰ ه‍. ق (اردیبهشت یا خرداد ۱۲۰۴ ه‍.خ)   | عبدالله امین‌الدوله                  | فتحعلی شاه    |
| ۲     | ابوالحسن شیرازی          | ابوالحسن شیرازی (ایلچی کبیر)         | شوال ۱۲۴۰ ه‍. ق (اردیبهشت یا خرداد ۱۲۰۴ ه‍.خ)   | ۵ رمضان ۱۲۴۳ ه‍. ق (۱ فروردین ۱۲۰۷ ه‍.خ)        | الله‌یار آصف‌الدوله                   | فتحعلی شاه    |
| ۲     | ابوالحسن شیرازی          | ابوالحسن شیرازی (ایلچی کبیر)         | ۵ رمضان ۱۲۴۳ ه‍. ق (۱ فروردین ۱۲۰۷ ه‍.خ)        | ۱۹ جمادی‌الثانی ۱۲۵۰ ه‍. ق (۱ آبان ۱۲۱۳ ه‍.خ)    | عبدالله امین‌الدوله                  | فتحعلی شاه    |
| ...   | میرزا علی قائم‌مقام       | علی فراهانی (قائم‌مقام سوم)           | رمضان ۱۲۵۰ ه‍. ق (دی یا بهمن ۱۲۱۳ ه‍.خ)         | ۲۹ صفر ۱۲۵۱ ه‍. ق (۵ تیر ۱۲۱۴ ه‍.خ)             | ابوالقاسم قائم‌مقام فراهانی          | محمد شاه      |
| ۳     | میرزا مسعود انصاری       | میرزا مسعود انصاری                   | جمادی‌الاول ۱۲۵۱ ه‍. ق (شهریور یا مهر ۱۲۱۴ ه‍.خ) | شعبان ۱۲۵۶ ه‍. ق (مهر یا آبان ۱۲۱۹ ه‍.خ)        | عباس بیات ایروانی (حاج میرزا آقاسی) | محمد شاه      |
| (۲)   | ابوالحسن شیرازی          | ابوالحسن شیرازی (ایلچی کبیر)         | شوال ۱۲۵۶ ه‍. ق (آذر یا دی ۱۲۱۹ ه‍.خ)           | شعبان ۱۲۶۲ ه‍. ق (مرداد ۱۲۲۵ ه‍.خ)              | عباس بیات ایروانی (حاج میرزا آقاسی) | محمد شاه      |
| (۳)   | میرزا مسعود انصاری       | میرزا مسعود انصاری                   | ۱۲۶۲ ه‍. ق (۱۲۲۵ ه‍.خ)                          | ۲۲ ذیقعدهٔ ۱۲۶۴ ه‍. ق (۲۸ مهر ۱۲۲۷ ه‍.خ)         | عباس بیات ایروانی (حاج میرزا آقاسی) | محمد شاه      |
| (۳)   | میرزا مسعود انصاری       | میرزا مسعود انصاری                   | ۲۲ ذیقعدهٔ ۱۲۶۴ ه‍. ق (۲۸ مهر ۱۲۲۷ ه‍.خ)         | ربیع‌الاول ۱۲۶۵ ه‍. ق (بهمن یا اسفند ۱۲۲۷ ه‍.خ)  | محمدتقی فراهانی (امیرکبیر)          | ناصرالدین شاه |
| ...   |                          | -                                    | ربیع‌الاول ۱۲۶۵ ه‍. ق (بهمن یا اسفند ۱۲۲۷ ه‍.خ)  | ۱۹ رمضان ۱۲۶۷ ه‍. ق (۲۷ تیر ۱۲۳۰ ه‍.خ)          | محمدتقی فراهانی (امیرکبیر)          | ناصرالدین شاه |
| ۴     | میرزا محمدعلی خان شیرازی | محمدعلی شیرازی                       | ۱۹ رمضان ۱۲۶۷ ه‍. ق (۲۷ تیر ۱۲۳۰ ه‍.خ)          | ۱۸ محرم ۱۲۶۸ ه‍. ق (۲۲ آبان ۱۲۳۰ ه‍.خ)          | محمدتقی فراهانی (امیرکبیر)          | ناصرالدین شاه |
| ۴     | میرزا محمدعلی خان شیرازی | محمدعلی شیرازی                       | ۲۴ محرم ۱۲۶۸ ه‍. ق (۲۸ آبان ۱۲۳۰ ه‍.خ)          | ۱۸ ربیع‌الثانی ۱۲۶۸ ه‍. ق (۲۰ بهمن ۱۲۳۰ ه‍.خ)    | نصرالله نوری (میرزا آقاخان نوری)    | ناصرالدین شاه |
| ...   | سعید انصاری              | سعید انصاری (مؤتمن‌الملک) (کفیل)      | ربیع‌الثانی ۱۲۶۸ ه‍. ق (بهمن یا اسفند ۱۲۳۰ ه‍.خ) | ربیع‌الثانی ۱۲۶۹ ه‍. ق (دی یا بهمن ۱۲۳۱ ه‍.خ)    | نصرالله نوری (میرزا آقاخان نوری)    | ناصرالدین شاه |
| ۵     | سعید انصاری              | سعید انصاری (مؤتمن‌الملک)             | ربیع‌الثانی ۱۲۶۹ ه‍. ق (دی یا بهمن ۱۲۳۱ ه‍.خ)    | ۲۰ محرم ۱۲۷۵ ه‍. ق (۸ شهریور ۱۲۳۷ ه‍.خ)         | نصرالله نوری (میرزا آقاخان نوری)    | ناصرالدین شاه |
| ۵     | سعید انصاری              | سعید انصاری (مؤتمن‌الملک)             | ۲۰ محرم ۱۲۷۵ ه‍. ق (۸ شهریور ۱۲۳۷ ه‍.خ)         | ۱۵ ذیحجهٔ ۱۲۸۳ ه‍. ق (۳۱ فروردین ۱۲۴۶ ه‍.خ)      | —                                   | ناصرالدین شاه |
| ۵     | سعید انصاری              | سعید انصاری (مؤتمن‌الملک)             | ۱۵ ذیحجهٔ ۱۲۸۳ ه‍. ق (۳۱ فروردین ۱۲۴۶ ه‍.خ)      | ۲۹ شعبان ۱۲۸۸ ه‍. ق (۲۲ آبان ۱۲۵۰ ه‍.خ)         | یوسف مستوفی‌الممالک                  | ناصرالدین شاه |
| ۵     | سعید انصاری              | سعید انصاری (مؤتمن‌الملک)             | ۲۹ شعبان ۱۲۸۸ ه‍. ق (۲۲ آبان ۱۲۵۰ ه‍.خ)         | ۲۱ رجب ۱۲۹۰ ه‍. ق (۲۳ شهریور ۱۲۵۲ ه‍.خ)         | حسین سپهسالار                       | ناصرالدین شاه |
| ۵     | سعید انصاری              | سعید انصاری (مؤتمن‌الملک)             | ۲۱ رجب ۱۲۹۰ ه‍. ق (۲۳ شهریور ۱۲۵۲ ه‍.خ)         | شعبان ۱۲۹۰ ه‍. ق (مهر ۱۲۵۲ ه‍.خ)                | —                                   | ناصرالدین شاه |
| ...   | محمد رئیس نوری           | محمد رئیس نوری (صدیق‌الملک) (کفیل)    | شعبان ۱۲۹۰ ه‍. ق (مهر ۱۲۵۲ ه‍.خ)                | ۲۰ شوال ۱۲۹۰ ه‍. ق (۲۰ آذر ۱۲۵۲ ه‍.خ)           | —                                   | ناصرالدین شاه |
| ۶     | حسین سپهسالار            | حسین سپهسالار (مشیرالدوله)           | ۲۰ شوال ۱۲۹۰ ه‍. ق (۲۰ آذر ۱۲۵۲ ه‍.خ)           | شوال ۱۲۹۷ ه‍. ق (شهریور ۱۲۵۹ ه‍.خ)              | —                                   | ناصرالدین شاه |
| (۵)   | سعید انصاری              | سعید انصاری (مؤتمن‌الملک)             | ۹ شوال ۱۲۹۷ ه‍. ق (۲۴ شهریور ۱۲۵۹ ه‍.خ)         | ۷ جمادی‌الاول ۱۳۰۱ ه‍. ق (۱۵ اسفند ۱۲۶۲ ه‍.خ)    | —                                   | ناصرالدین شاه |
| ...   | محمد رئیس نوری           | محمد رئیس نوری (صدیق‌الملک) (کفیل)    | ۷ جمادی‌الاول ۱۳۰۱ ه‍. ق (۱۵ اسفند ۱۲۶۲ ه‍.خ)    | ۱۲ جمادی‌الاول ۱۳۰۱ ه‍. ق (۲۰ اسفند ۱۲۶۲ ه‍.خ)   | —                                   | ناصرالدین شاه |
| ۷     | محمود قراگوزلو           | محمود قراگوزلو (ناصرالملک)           | ۱۳ جمادی‌الاول ۱۳۰۱ ه‍. ق (۲۱ اسفند ۱۲۶۲ ه‍.خ)   | ۲۹ شعبان ۱۳۰۱ ه‍. ق (۴ تیر ۱۲۶۳ ه‍.خ)           | —                                   | ناصرالدین شاه |
| ۷     | محمود قراگوزلو           | محمود قراگوزلو (ناصرالملک)           | ۲۹ شعبان ۱۳۰۱ ه‍. ق (۴ تیر ۱۲۶۳ ه‍.خ)           | ۳۰ جمادی‌الاول ۱۳۰۳ ه‍. ق (۱۶ اسفند ۱۲۶۴ ه‍.خ)   | یوسف مستوفی‌الممالک                  | ناصرالدین شاه |
| ۸     | یحیی مشیرالدوله          | یحیی مشیرالدوله                      | ۳۰ جمادی‌الاول ۱۳۰۳ ه‍. ق (۱۶ اسفند ۱۲۶۴ ه‍.خ)   | ۳ رجب ۱۳۰۳ ه‍. ق (۱۸ فروردین ۱۲۶۵ ه‍.خ)         | یوسف مستوفی‌الممالک                  | ناصرالدین شاه |
| ۸     | یحیی مشیرالدوله          | یحیی مشیرالدوله                      | ۳ رجب ۱۳۰۳ ه‍. ق (۱۸ فروردین ۱۲۶۵ ه‍.خ)         | ۱۱ ذیحجهٔ ۱۳۰۴ ه‍. ق (۹ شهریور ۱۲۶۶ ه‍.خ)        | —                                   | ناصرالدین شاه |
| ۹     | عباس قوام‌الدوله          | عباس قوام‌الدوله (تفرشی)              | ۱۱ ذیحجهٔ ۱۳۰۴ ه‍. ق (۹ شهریور ۱۲۶۶ ه‍.خ)        | ۷ رجب ۱۳۱۰ ه‍. ق (۷ بهمن ۱۲۷۱ ه‍.خ)             | —                                   | ناصرالدین شاه |
| ۹     | عباس قوام‌الدوله          | عباس قوام‌الدوله (تفرشی)              | ۷ رجب ۱۳۱۰ ه‍. ق (۷ بهمن ۱۲۷۱ ه‍.خ)             | ۱۷ ذیقعدهٔ ۱۳۱۳ ه‍. ق (۱۲ اردیبهشت ۱۲۷۵ ه‍.خ)    | علی‌اصغر امین‌السلطان                 | ناصرالدین شاه |
| ۹     | عباس قوام‌الدوله          | عباس قوام‌الدوله (تفرشی)              | ۱۷ ذیقعدهٔ ۱۳۱۳ ه‍. ق (۱۲ اردیبهشت ۱۲۷۵ ه‍.خ)    | ۱۸ محرم ۱۳۱۴ ه‍. ق (۱۰ تیر ۱۲۷۵ ه‍.خ)           | علی‌اصغر امین‌السلطان                 | مظفرالدین شاه |
| ...   | نصرالله مشیرالدوله       | نصرالله نایینی (مشیرالملک)           | ۱۸ محرم ۱۳۱۴ ه‍. ق (۱۰ تیر ۱۲۷۵ ه‍.خ)           | ۱۶ جمادی‌الثانی ۱۳۱۴ ه‍. ق (۲ آذر ۱۲۷۵ ه‍.خ)     | علی‌اصغر امین‌السلطان                 | مظفرالدین شاه |
| ۱۰    | محسن مظاهر               | محسن مظاهر (مشیرالدوله)              | ۱۶ جمادی‌الثانی ۱۳۱۴ ه‍. ق (۲ آذر ۱۲۷۵ ه‍.خ)     | شوال ۱۳۱۴ ه‍. ق (فروردین ۱۲۷۶ ه‍.خ)             | —                                   | مظفرالدین شاه |
| ۱۰    | محسن مظاهر               | محسن مظاهر (مشیرالدوله)              | شوال ۱۳۱۴ ه‍. ق (فروردین ۱۲۷۶ ه‍.خ)             | ۱۵ محرم ۱۳۱۶ ه‍. ق (۱۵ خرداد ۱۲۷۷ ه‍.خ)         | علی امین‌الدوله                      | مظفرالدین شاه |
| ۱۰    | محسن مظاهر               | محسن مظاهر (مشیرالدوله)              | ۱۵ محرم ۱۳۱۶ ه‍. ق (۱۵ خرداد ۱۲۷۷ ه‍.خ)         | ۲۲ ربیع‌الاول ۱۳۱۶ ه‍. ق (۲۰ مرداد ۱۲۷۷ ه‍.خ)    | محسن مظاهر (مشیرالدوله)             | مظفرالدین شاه |
| ۱۰    | محسن مظاهر               | محسن مظاهر (مشیرالدوله)              | ۲۲ ربیع‌الاول ۱۳۱۶ ه‍. ق (۲۰ مرداد ۱۲۷۷ ه‍.خ)    | ۱ ربیع‌الثانی ۱۳۱۷ ه‍. ق (۱۸ مرداد ۱۲۷۸ ه‍.خ)    | علی‌اصغر اتابک (امین‌السلطان)         | مظفرالدین شاه |
| ۱۱    | نصرالله مشیرالدوله       | نصرالله نایینی (مشیرالدوله)          | ۱ ربیع‌الثانی ۱۳۱۷ ه‍. ق (۱۸ مرداد ۱۲۷۸ ه‍.خ)    | ۲۲ جمادی‌الثانی ۱۳۲۱ ه‍. ق (۲۳ شهریور ۱۲۸۲ ه‍.خ) | علی‌اصغر اتابک (امین‌السلطان)         | مظفرالدین شاه |
| ۱۱    | نصرالله مشیرالدوله       | نصرالله نایینی (مشیرالدوله)          | ۲۲ جمادی‌الثانی ۱۳۲۱ ه‍. ق (۲۳ شهریور ۱۲۸۲ ه‍.خ) | ۵ ذیقعدهٔ ۱۳۲۱ ه‍. ق (۲ بهمن ۱۲۸۲ ه‍.خ)          | —                                   | مظفرالدین شاه |
| ۱۱    | نصرالله مشیرالدوله       | نصرالله نایینی (مشیرالدوله)          | ۵ ذیقعدهٔ ۱۳۲۱ ه‍. ق (۲ بهمن ۱۲۸۲ ه‍.خ)          | ۷ جمادی‌الثانی ۱۳۲۴ ه‍. ق (۶ مرداد ۱۲۸۵ ه‍.خ)    | عبدالمجید عین‌الدوله                 | مظفرالدین شاه |

## پادشاهی مشروطه
| شماره | نگاره                 | نام                                     | آغاز وزارت       | پایان وزارت                   | رئیس دولت                                  | شاه           |
| ----- | --------------------- | --------------------------------------- | ---------------- | ----------------------------- | ------------------------------------------ | ------------- |
| ۱۲    | محمدعلی علاءالسلطنه   | محمدعلی علاءالسلطنه                     | ۱۳ بهمن ۱۲۸۵     | ۲۹ اسفند ۱۲۸۵                 | نصرالله نایینی (مشیرالدوله)                | محمدعلی شاه   |
| ۱۲    | محمدعلی علاءالسلطنه   | محمدعلی علاءالسلطنه                     | ۲۹ اسفند ۱۲۸۵    | ۹ اردیبهشت ۱۲۸۶               | سلطانعلی وزیر افخم                         | محمدعلی شاه   |
| ۱۲    | محمدعلی علاءالسلطنه   | محمدعلی علاءالسلطنه                     | ۱۳ اردیبهشت ۱۲۸۶ | ۹ شهریور ۱۲۸۶                 | علی‌اصغر اتابک (امین‌السلطان)                | محمدعلی شاه   |
| ۱۳    | جواد سعدالدوله        | جواد سعدالدوله                          | ۲۴ شهریور ۱۲۸۶   | ۱۱ مهر ۱۲۸۶                   | احمد مشیرالسلطنه                           | محمدعلی شاه   |
| (۱۲)  | محمدعلی علاءالسلطنه   | محمدعلی علاءالسلطنه                     | ۱۱ مهر ۱۲۸۶      | ۲۶ مهر ۱۲۸۶                   | احمد مشیرالسلطنه                           | محمدعلی شاه   |
| ۱۴    | حسن پیرنیا            | حسن مشیرالدوله (پیرنیا)                 | ۳ آبان ۱۲۸۶      | ۲۸ آذر ۱۲۸۶                   | ابوالقاسم قراگوزلو (ناصرالملک)             | محمدعلی شاه   |
| ۱۴    | حسن پیرنیا            | حسن مشیرالدوله (پیرنیا)                 | ۳۰ آذر ۱۲۸۶      | ۸ اسفند ۱۲۸۶                  | حسینقلی نظام‌السلطنهٔ مافی                   | محمدعلی شاه   |
| ۱۴    | حسن پیرنیا            | حسن مشیرالدوله (پیرنیا)                 | ۹ اسفند ۱۲۸۶     | ۱۰ خرداد ۱۲۸۷                 | حسینقلی نظام‌السلطنهٔ مافی                   | محمدعلی شاه   |
| (۱۲)  | محمدعلی علاءالسلطنه   | محمدعلی علاءالسلطنه                     | ۱۷ خرداد ۱۲۸۷    | ۲ تیر ۱۲۸۷                    | احمد مشیرالسلطنه                           | محمدعلی شاه   |
| (۱۲)  | محمدعلی علاءالسلطنه   | محمدعلی علاءالسلطنه                     | ۲ تیر ۱۲۸۷       | ۱۵ دی ۱۲۸۷                    | احمد مشیرالسلطنه                           | محمدعلی شاه   |
| (۱۳)  | جواد سعدالدوله        | جواد سعدالدوله                          | ۱۵ دی ۱۲۸۷       | ۹ اردیبهشت ۱۲۸۸               | احمد مشیرالسلطنه                           | محمدعلی شاه   |
| (۱۳)  | جواد سعدالدوله        | جواد سعدالدوله                          | ۱۲ اردیبهشت ۱۲۸۸ | ۲۲ تیر ۱۲۸۸                   | جواد سعدالدوله                             | محمدعلی شاه   |
| ...   |                       | اسدالله مشارالسلطنه (قدیمی نوایی)       | ۲۶ تیر ۱۲۸۸      | ۸ مهر ۱۲۸۸                    | -                                          | احمد شاه      |
| ...   | ۸ مهر ۱۲۸۸            | اسدالله مشارالسلطنه (قدیمی نوایی)       | ۹ آذر ۱۲۸۸       | محمدولی سپهدار اعظم (خلعتبری) |                                            | احمد شاه      |
| (۱۲)  | محمدعلی علاءالسلطنه   | محمدعلی علاءالسلطنه                     | ۹ آذر ۱۲۸۸       | محمدولی سپهدار اعظم (خلعتبری) | ۱۶ بهمن ۱۲۸۸                               | احمد شاه      |
| ...   | اسماعیل ثقةالملک      | اسماعیل ثقةالملک (کفیل)                 | ۱۶ بهمن ۱۲۸۸     | محمدولی سپهدار اعظم (خلعتبری) | ۲۸ اسفند ۱۲۸۸                              | احمد شاه      |
| ۱۵    | محمدابراهیم غفاری     | محمدابراهیم غفاری (معاون‌الدوله)         | ۲۸ اسفند ۱۲۸۸    | محمدولی سپهدار اعظم (خلعتبری) | ۸ اردیبهشت ۱۲۸۹                            | احمد شاه      |
| ۱۵    | محمدابراهیم غفاری     | محمدابراهیم غفاری (معاون‌الدوله)         | ۸ اردیبهشت ۱۲۸۹  | محمدولی سپهدار اعظم (خلعتبری) | ۱۹ تیر ۱۲۸۹                                | احمد شاه      |
| ۱۶    | حسینقلی نواب          | حسینقلی نواب                            | ۲ مرداد ۱۲۸۹     | ۶ آبان ۱۲۸۹                   | حسن مستوفی‌الممالک (مستوفی)                 | احمد شاه      |
| ۱۶    | حسینقلی نواب          | حسینقلی نواب                            | ۶ آبان ۱۲۸۹      | ۵ دی ۱۲۸۹                     | حسن مستوفی‌الممالک (مستوفی)                 | احمد شاه      |
| ۱۷    | حسن اسفندیاری         | حسن محتشم‌السلطنه (اسفندیاری)            | ۱۲ دی ۱۲۸۹       | ۴ اسفند ۱۲۸۹                  | حسن مستوفی‌الممالک (مستوفی)                 | احمد شاه      |
| ۱۷    | حسن اسفندیاری         | حسن محتشم‌السلطنه (اسفندیاری)            | ۲۰ اسفند ۱۲۸۹    | ۲۷ تیر ۱۲۹۰                   | محمدولی سپهدار اعظم (خلعتبری)              | احمد شاه      |
| ۱۷    | حسن اسفندیاری         | حسن محتشم‌السلطنه (اسفندیاری)            | ۲۷ تیر ۱۲۹۰      | ۳۱ تیر ۱۲۹۰                   | محمدولی سپهدار اعظم (خلعتبری)              | احمد شاه      |
| ۱۸    | حسن وثوق              | حسن وثوق‌الدوله (وثوق)                   | ۳ مرداد ۱۲۹۰     | ۷ آذر ۱۲۹۰                    | نجفقلی صمصام‌السلطنه (نجفقلی صمصام بختیاری) | احمد شاه      |
| ۱۸    | حسن وثوق              | حسن وثوق‌الدوله (وثوق)                   | ۷ آذر ۱۲۹۰       | ۲۸ دی ۱۲۹۱                    | نجفقلی صمصام‌السلطنه (نجفقلی صمصام بختیاری) | احمد شاه      |
| ۱۸    | حسن وثوق              | حسن وثوق‌الدوله (وثوق)                   | ۲۸ دی ۱۲۹۱       | ۲۶ مرداد ۱۲۹۳                 | محمدعلی علاءالسلطنه                        | احمد شاه      |
| (۱۲)  | محمدعلی علاءالسلطنه   | محمدعلی علاءالسلطنه                     | ۲۶ مرداد ۱۲۹۳    | ۱ اسفند ۱۲۹۳                  | حسن مستوفی‌الممالک (مستوفی)                 | احمد شاه      |
| (۱۵)  | محمدابراهیم غفاری     | محمدابراهیم غفاری (معاون‌الدوله)         | ۱ اسفند ۱۲۹۳     | ۱۹ اسفند ۱۲۹۳                 | حسن مستوفی‌الممالک (مستوفی)                 | احمد شاه      |
| (۱۵)  | محمدابراهیم غفاری     | محمدابراهیم غفاری (معاون‌الدوله)         | ۲۳ اسفند ۱۲۹۳    | ۵ اردیبهشت ۱۲۹۴               | حسن مشیرالدوله (پیرنیا)                    | احمد شاه      |
| (۱۷)  | حسن اسفندیاری         | حسن محتشم‌السلطنه (اسفندیاری)            | ۱۰ اردیبهشت ۱۲۹۴ | ۱۲ تیر ۱۲۹۴                   | عبدالمجید عین‌الدوله                        | احمد شاه      |
| ...   | حسن مستوفی            | حسن مستوفی‌الممالک (مستوفی)              | ۲۶ مرداد ۱۲۹۴    | ۲ دی ۱۲۹۴                     | حسن مستوفی‌الممالک (مستوفی)                 | احمد شاه      |
| ۱۹    | علیقلی مسعود انصاری   | علیقلی مشاورالممالک (مسعود انصاری)      | ۲ دی ۱۲۹۴        | ۱۲ اسفند ۱۲۹۴                 | عبدالحسین فرمانفرما (فرمانفرمائیان)        | احمد شاه      |
| ۲۰    | اکبر صارم‌الدوله       | اکبر صارم‌الدوله (مسعود)                 | ۱۴ اسفند ۱۲۹۴    | ۷ شهریور ۱۲۹۵                 | محمدولی سپهسالار اعظم (خلعتبری)            | احمد شاه      |
| (۱۸)  | حسن وثوق              | حسن وثوق‌الدوله (وثوق)                   | ۷ شهریور ۱۲۹۵    | ۶ خرداد ۱۲۹۶                  | حسن وثوق‌الدوله (وثوق)                      | احمد شاه      |
| (۱۲)  | محمدعلی علاءالسلطنه   | محمدعلی علاءالسلطنه                     | ۸ خرداد ۱۲۹۶     | ۲۸ آبان ۱۲۹۶                  | محمدعلی علاءالسلطنه                        | احمد شاه      |
| (۱۲)  | محمدعلی علاءالسلطنه   | محمدعلی علاءالسلطنه                     | ۲۸ آبان ۱۲۹۶     | دی ۱۲۹۶                       | عبدالمجید عین‌الدوله                        | احمد شاه      |
| (۱۹)  | علیقلی مسعود انصاری   | علیقلی مسعود انصاری (مشاورالممالک)      | ۷ دی ۱۲۹۶        | ۵ اردیبهشت ۱۲۹۷               | حسن مستوفی‌الممالک (مستوفی)                 | احمد شاه      |
| (۱۹)  | علیقلی مسعود انصاری   | علیقلی مسعود انصاری (مشاورالممالک)      | ۸ اردیبهشت ۱۲۹۷  | ۲۶ خرداد ۱۲۹۷                 | نجفقلی صمصام‌السلطنه (نجفقلی صمصام بختیاری) | احمد شاه      |
| ۲۱    |                       | اسدالله مشارالسلطنه (قدیمی نوایی)       | ۲۹ خرداد ۱۲۹۷    | ۱۱ مرداد ۱۲۹۷                 | نجفقلی صمصام‌السلطنه (نجفقلی صمصام بختیاری) | احمد شاه      |
| (۱۹)  | علیقلی مسعود انصاری   | علیقلی مسعود انصاری (مشاورالممالک)      | ۱۱ مرداد ۱۲۹۷    | تیر ۱۲۹۸                      | حسن وثوق‌الدوله (وثوق)                      | احمد شاه      |
| ۲۲    | فیروز فیروز           | فیروز فیروز (فیروز)                     | مرداد ۱۲۹۸       | ۳ تیر ۱۲۹۹                    | حسن وثوق‌الدوله (وثوق)                      | احمد شاه      |
| (۲۱)  |                       | اسدالله مشارالسلطنه (قدیمی نوایی)       | ۱۰ تیر ۱۲۹۹      | ۴ آبان ۱۲۹۹                   | حسن مشیرالدوله (پیرنیا)                    | احمد شاه      |
| ...   | مصطفی‌قلی کمال هدایت   | مصطفی‌قلی کمال هدایت (فهیم‌الدوله) (کفیل) | ۵ آبان ۱۲۹۹      | ۱۶ دی ۱۲۹۹                    | فتح‌الله سپهدار اعظم (اکبر)                 | احمد شاه      |
| ...   | جهانگیر محبی          | جهانگیر ناظم‌الملک (محبی حسینی) (کفیل)   | ۱۷ دی ۱۲۹۹       | ۱۵ بهمن ۱۲۹۹                  | فتح‌الله سپهدار اعظم (اکبر)                 | احمد شاه      |
| (۱۷)  | حسن اسفندیاری         | حسن اسفندیاری (محتشم‌السلطنه)            | ۲۷ بهمن ۱۲۹۹     | ۳ اسفند ۱۲۹۹                  | فتح‌الله سپهدار اعظم (اکبر)                 | احمد شاه      |
| ۲۳    | محمود جم              | محمود جم (مدیرالملک)                    | ۵ اسفند ۱۲۹۹     | ۲۱ اردیبهشت ۱۳۰۰              | سید ضیاءالدین طباطبایی                     | احمد شاه      |
| ۲۴    | تقی نبوی              | محمدتقی معززالدوله (نبوی)               | ۲۱ اردیبهشت ۱۳۰۰ | ۳ خرداد ۱۳۰۰                  | سید ضیاءالدین طباطبایی                     | احمد شاه      |
| (۱۷)  | حسن اسفندیاری         | حسن اسفندیاری (محتشم‌السلطنه)            | ۱۴ خرداد ۱۳۰۰    | ۴ شهریور ۱۳۰۰                 | احمد قوام‌السلطنه (قوام)                    | احمد شاه      |
| ...   |                       | ابوالقاسم انتظام‌الملک (عمید) (کفیل)     | ۵ شهریور ۱۳۰۰    | ۱۵ مهر ۱۳۰۰                   | احمد قوام‌السلطنه (قوام)                    | احمد شاه      |
| ...   |                       | محمد مصدق‌السلطنه (مصدق)                 | ۸ مهر ۱۳۰۰       | ۱۶ مهر ۱۳۰۰                   | احمد قوام‌السلطنه (قوام)                    | احمد شاه      |
| (۲۱)  |                       | اسدالله مشارالسلطنه (قدیمی نوایی)       | ۱۶ مهر ۱۳۰۰      | ۲۷ دی ۱۳۰۰                    | احمد قوام‌السلطنه (قوام)                    | احمد شاه      |
| ۲۵    | ابراهیم حکیمی         | ابراهیم حکیم‌الملک (حکیم‌الملک)           | ۲ بهمن ۱۳۰۰      | ۲۲ خرداد ۱۳۰۱                 | حسن مشیرالدوله (پیرنیا)                    | احمد شاه      |
| ۲۶    | احمد قوام             | احمد قوام‌السلطنه (قوام)                 | ۲۷ خرداد ۱۳۰۱    | ۲۹ دی ۱۳۰۱                    | احمد قوام‌السلطنه (قوام)                    | احمد شاه      |
| ۲۷    | محمدعلی فروغی         | محمدعلی فروغی (ذَکاءُالمُلک)               | ۲۶ بهمن ۱۳۰۱     | ۲۴ خرداد ۱۳۰۲                 | حسن مستوفی‌الممالک (مستوفی)                 | احمد شاه      |
| ۲۸    |                       | محمد مصدق‌السلطنه (مصدق)                 | ۲۶ خرداد ۱۳۰۲    | ۳۱ شهریور ۱۳۰۲                | حسن مشیرالدوله (پیرنیا)                    | احمد شاه      |
| (۲۷)  | محمدعلی فروغی         | محمدعلی فروغی (ذَکاءُالمُلک)               | ۳ آبان ۱۳۰۲      | ۷ شهریور ۱۳۰۳                 | رضا خان سردارسپه (پهلوی)                   | احمد شاه      |
| ۲۹    |                       | حسن مشار (مشارالملک)                    | ۸ شهریور ۱۳۰۳    | ۲۸ آذر ۱۳۰۴                   | رضا خان سردارسپه (پهلوی)                   | احمد شاه      |
| ۲۹    | ۲۹ آذر ۱۳۰۴           | حسن مشار (مشارالملک)                    | ۲۰ دی ۱۳۰۴       | محمدعلی فروغی                 | رضا شاه                                    |               |
| ...   |                       | داوود مفتاح (مفتاح‌السلطنه) (کفیل)       | بهمن ۱۳۰۴        | محمدعلی فروغی                 | رضا شاه                                    | ۱۵ خرداد ۱۳۰۵ |
| ...   | حسن تقی‌زاده           | حسن تقی‌زاده                             | ۲۲ خرداد ۱۳۰۵    | ۳ مرداد ۱۳۰۵                  | رضا شاه                                    | حسن مستوفی    |
| (۱۹)  | علیقلی مسعود انصاری   | علیقلی مسعود انصاری (مشاورالممالک)      | ۳ مرداد ۱۳۰۵     | ۲۶ شهریور ۱۳۰۵                | رضا شاه                                    | حسن مستوفی    |
| (۱۹)  | علیقلی مسعود انصاری   | علیقلی مسعود انصاری (مشاورالممالک)      | ۲۶ شهریور ۱۳۰۵   | ۱۸ بهمن ۱۳۰۵                  | رضا شاه                                    | حسن مستوفی    |
| (۱۹)  | علیقلی مسعود انصاری   | علیقلی مسعود انصاری (مشاورالممالک)      | ۱۸ بهمن ۱۳۰۵     | ۵ خرداد ۱۳۰۶                  | رضا شاه                                    | حسن مستوفی    |
| (۱۹)  | علیقلی مسعود انصاری   | علیقلی مسعود انصاری (مشاورالممالک)      | ۱۱ خرداد ۱۳۰۶    | ۳۱ اردیبهشت ۱۳۰۷              | رضا شاه                                    | مهدیقلی هدایت |
| ...   |                       | فتح‌الله پاکروان (کفیل)                  | ۱ تیر ۱۳۰۷       | ۱ دی ۱۳۰۷                     | رضا شاه                                    | مهدیقلی هدایت |
| ...   |                       | ابوالقاسم عمید (کفیل)                   | ۶ دی ۱۳۰۷        | ۱۴ دی ۱۳۰۷                    | رضا شاه                                    | مهدیقلی هدایت |
| ۳۰    |                       | محمدعلی فرزین                           | اسفند ۱۳۰۷       | ۳۰ آبان ۱۳۰۸                  | رضا شاه                                    | مهدیقلی هدایت |
| ۳۰    | ۱ آذر ۱۳۰۸            | محمدعلی فرزین                           | ۲۱ اردیبهشت ۱۳۰۹ |                               | رضا شاه                                    | مهدیقلی هدایت |
| (۲۷)  | محمدعلی فروغی         | محمدعلی فروغی (ذَکاءُالمُلک)               | ۲۲ اردیبهشت ۱۳۰۹ | ۱ بهمن ۱۳۰۹                   | رضا شاه                                    | مهدیقلی هدایت |
| (۲۷)  | محمدعلی فروغی         | محمدعلی فروغی (ذَکاءُالمُلک)               | ۱ بهمن ۱۳۰۹      | ۲۱ شهریور ۱۳۱۲                | رضا شاه                                    | مهدیقلی هدایت |
| ۳۱    | باقر کاظمی            | باقر کاظمی                              | ۲۶ شهریور ۱۳۱۲   | ۱۰ آذر ۱۳۱۴                   | رضا شاه                                    | محمدعلی فروغی |
| ۳۱    | باقر کاظمی            | باقر کاظمی                              | ۱۱ آذر ۱۳۱۴      | ۲۸ اسفند ۱۳۱۴                 | رضا شاه                                    | محمود جم      |
| ۳۲    | عنایت‌الله سمیعی       | عنایت‌الله سمیعی                         | ۵ فروردین ۱۳۱۵   | ۱ مهر ۱۳۱۶                    | رضا شاه                                    | محمود جم      |
| ۳۲    | عنایت‌الله سمیعی       | عنایت‌الله سمیعی                         | ۱ مهر ۱۳۱۶       | ۵ اسفند ۱۳۱۶                  | رضا شاه                                    | محمود جم      |
| ...   | مصطفی عدل             | مصطفی عدل (کفیل)                        | ۱۰ اسفند ۱۳۱۶    | ۳۱ اردیبهشت ۱۳۱۷              | رضا شاه                                    | محمود جم      |
| ۳۳    | علی سهیلی             | علی سهیلی                               | ۳۱ اردیبهشت ۱۳۱۷ | ۲۷ تیر ۱۳۱۷                   | رضا شاه                                    | محمود جم      |
| ۳۴    |                       | مظفر اعلم                               | ۲۷ تیر ۱۳۱۷      | ۳ آبان ۱۳۱۸                   | رضا شاه                                    | محمود جم      |
| ۳۴    | ۳ آبان ۱۳۱۸           | مظفر اعلم                               | ۵ تیر ۱۳۱۹       | احمد متین‌دفتری                | رضا شاه                                    |               |
| ۳۴    | ۵ تیر ۱۳۱۹            | مظفر اعلم                               | آبان ۱۳۱۹        | رجبعلی منصور                  | رضا شاه                                    |               |
| ...   |                       | جواد عامری (کفیل)                       | آبان ۱۳۱۹        | رجبعلی منصور                  | رضا شاه                                    | ۵ شهریور ۱۳۲۰ |
| (۳۳)  | علی سهیلی             | علی سهیلی                               | ۵ شهریور ۱۳۲۰    | ۳۰ شهریور ۱۳۲۰                | محمدعلی فروغی                              | محمدرضا شاه   |
| (۳۳)  | علی سهیلی             | علی سهیلی                               | ۳۰ شهریور ۱۳۲۰   | ۱۲ آذر ۱۳۲۰                   | محمدعلی فروغی                              | محمدرضا شاه   |
| (۳۳)  | علی سهیلی             | علی سهیلی                               | ۱۳ آذر ۱۳۲۰      | ۱۱ اسفند ۱۳۲۰                 | محمدعلی فروغی                              | محمدرضا شاه   |
| (۳۳)  | علی سهیلی             | علی سهیلی                               | ۱۱ اسفند ۱۳۲۰    | ۱۷ اسفند ۱۳۲۰                 | محمدعلی فروغی                              | محمدرضا شاه   |
| (۳۳)  | علی سهیلی             | علی سهیلی                               | ۱۸ اسفند ۱۳۲۰    | ۲ تیر ۱۳۲۱                    | علی سهیلی                                  | محمدرضا شاه   |
| ۳۵    | محمد ساعد مراغه‌ای     | محمد ساعد مراغه‌ای                       | ۲ تیر ۱۳۲۱       | ۸ مرداد ۱۳۲۱                  | علی سهیلی                                  | محمدرضا شاه   |
| ۳۵    | محمد ساعد مراغه‌ای     | محمد ساعد مراغه‌ای                       | ۱۸ مرداد ۱۳۲۱    | ۲۴ بهمن ۱۳۲۱                  | احمد قوام                                  | محمدرضا شاه   |
| ۳۵    | محمد ساعد مراغه‌ای     | محمد ساعد مراغه‌ای                       | ۲۸ بهمن ۱۳۲۱     | ۲۵ اسفند ۱۳۲۲                 | علی سهیلی                                  | محمدرضا شاه   |
| ۳۵    | محمد ساعد مراغه‌ای     | محمد ساعد مراغه‌ای                       | ۶ فروردین ۱۳۲۳   | ۱۶ فروردین ۱۳۲۳               | محمد ساعد مراغه‌ای                          | محمدرضا شاه   |
| ۳۵    | محمد ساعد مراغه‌ای     | محمد ساعد مراغه‌ای                       | ۱۷ فروردین ۱۳۲۳  | ۴ شهریور ۱۳۲۳                 | محمد ساعد مراغه‌ای                          | محمدرضا شاه   |
| ۳۵    | محمد ساعد مراغه‌ای     | محمد ساعد مراغه‌ای                       | ۱۱ شهریور ۱۳۲۳   | ۱۸ آبان ۱۳۲۳                  | محمد ساعد مراغه‌ای                          | محمدرضا شاه   |
| ۳۶    |                       | محسن رئیس                               | ۴ آذر ۱۳۲۳       | ۱۶ آذر ۱۳۲۳                   | مرتضی‌قلی بیات                              | محمدرضا شاه   |
| ۳۷    | نصرالله انتظام        | نصرالله انتظام وزیری                    | ۱۶ آذر ۱۳۲۳      | ۱۲ فروردین ۱۳۲۴               | مرتضی‌قلی بیات                              | محمدرضا شاه   |
| ۳۸    |                       | انوشیروان سپهبدی                        | ۲۰ اردیبهشت ۱۳۲۴ | ۱۳ خرداد ۱۳۲۴                 | ابراهیم حکیمی                              | محمدرضا شاه   |
| ۳۸    | ۲۲ تیر ۱۳۲۴           | انوشیروان سپهبدی                        | ۲۹ مهر ۱۳۲۴      | محسن صدر                      |                                            | محمدرضا شاه   |
| ۳۹    | ابوالقاسم نجم         | ابوالقاسم نجم                           | ۱۲ آبان ۱۳۲۴     | ۳۰ دی ۱۳۲۴                    | ابراهیم حکیمی                              | محمدرضا شاه   |
| (۲۶)  | احمد قوام             | احمد قوام                               | ۲۵ بهمن ۱۳۲۴     | ۹ مرداد ۱۳۲۵                  | احمد قوام                                  | محمدرضا شاه   |
| (۲۶)  | احمد قوام             | احمد قوام                               | ۱۲ مرداد ۱۳۲۵    | ۲۴ مهر ۱۳۲۵                   | احمد قوام                                  | محمدرضا شاه   |
| (۲۶)  | احمد قوام             | احمد قوام                               | ۲۸ مهر ۱۳۲۵      | ۱۸ آذر ۱۳۲۵                   | احمد قوام                                  | محمدرضا شاه   |
| ۴۰    |                       | محمدعلی همایون‌جاه                       | ۱۸ آذر ۱۳۲۵      | ۲۸ خرداد ۱۳۲۶                 | احمد قوام                                  | محمدرضا شاه   |
| (۳۸)  |                       | انوشیروان سپهبدی                        | ۳۰ خرداد ۱۳۲۶    | ۴ شهریور ۱۳۲۶                 | احمد قوام                                  | محمدرضا شاه   |
| ۴۱    | موسی نوری اسفندیاری   | موسی نوری اسفندیاری                     | ۱۹ شهریور ۱۳۲۶   | ۱۲ آذر ۱۳۲۶                   | احمد قوام                                  | محمدرضا شاه   |
| (۳۱)  | باقر کاظمی            | باقر کاظمی                              | ۱۵ بهمن ۱۳۲۶     | ۲۰ اسفند ۱۳۲۶                 | ابراهیم حکیمی                              | محمدرضا شاه   |
| (۴۱)  | موسی نوری اسفندیاری   | موسی نوری اسفندیاری                     | ۲۰ اسفند ۱۳۲۶    | ۱ تیر ۱۳۲۷                    | ابراهیم حکیمی                              | محمدرضا شاه   |
| (۴۱)  | موسی نوری اسفندیاری   | موسی نوری اسفندیاری                     | ۳۰ خرداد ۱۳۲۷    | ۱۶ آبان ۱۳۲۷                  | عبدالحسین هژیر                             | محمدرضا شاه   |
| ۴۲    | علی‌اصغر حکمت          | علی‌اصغر حکمت                            | ۲۵ آبان ۱۳۲۷     | ۲۱ آذر ۱۳۲۷                   | محمد ساعد مراغه‌ای                          | محمدرضا شاه   |
| ۴۲    | علی‌اصغر حکمت          | علی‌اصغر حکمت                            | ۲۲ آذر ۱۳۲۷      | ۲۱ دی ۱۳۲۷                    | محمد ساعد مراغه‌ای                          | محمدرضا شاه   |
| ۴۳    |                       | علی‌اکبر سیاسی                           | ۲۴ دی ۱۳۲۸       | ۴ اسفند ۱۳۲۸                  | محمد ساعد مراغه‌ای                          | محمدرضا شاه   |
| ۴۴    | حسین علاء             | حسین علاء                               | ۷ اسفند ۱۳۲۸     | ۲ فروردین ۱۳۲۹                | محمد ساعد مراغه‌ای                          | محمدرضا شاه   |
| ۴۴    | حسین علاء             | حسین علاء                               | ۱۴ فروردین ۱۳۲۹  | ۵ تیر ۱۳۲۹                    | رجبعلی منصور                               | محمدرضا شاه   |
| ...   |                       | محمود صلاحی (کفیل)                      | ۶ تیر ۱۳۲۹       | ۱۹ شهریور ۱۳۲۹                | حاج‌علی رزم‌آرا                              | محمدرضا شاه   |
| (۳۶)  |                       | محسن رئیس                               | ۱۹ شهریور ۱۳۲۹   | ۱۶ اسفند ۱۳۲۹                 | حاج‌علی رزم‌آرا                              | محمدرضا شاه   |
| ۴۵    | عبدالله انتظام        | عبدالله انتظام وزیری                    | ۲۱ اسفند ۱۳۲۹    | ۶ اردیبهشت ۱۳۳۰               | حسین علاء                                  | محمدرضا شاه   |
| (۳۱)  | باقر کاظمی            | باقر کاظمی                              | ۱۱ اردیبهشت ۱۳۳۰ | ۲۶ تیر ۱۳۳۱                   | محمد مصدق                                  | محمدرضا شاه   |
| ...   | علی سهیلی             | علی سهیلی                               | ۲۷ تیر ۱۳۳۱      | ۳۰ تیر ۱۳۳۱                   | احمد قوام                                  | محمدرضا شاه   |
| ۴۶    |                       | حسین نواب                               | ۴ مرداد ۱۳۳۱     | ۱۷ مهر ۱۳۳۱                   | محمد مصدق                                  | محمدرضا شاه   |
| ۴۷    | حسین فاطمی            | حسین فاطمی                              | ۱۹ مهر ۱۳۳۱      | ۲۸ مرداد ۱۳۳۲                 | محمد مصدق                                  | محمدرضا شاه   |
| ...   |                       | عبدالحسین مفتاح (کفیل)                  | ۱ شهریور ۱۳۳۲    | ۲۹ شهریور ۱۳۳۲                | فضل‌الله زاهدی                              | محمدرضا شاه   |
| (۴۵)  | عبدالله انتظام        | عبدالله انتظام وزیری                    | ۲۹ شهریور ۱۳۳۲   | ۱ اردیبهشت ۱۳۳۳               | فضل‌الله زاهدی                              | محمدرضا شاه   |
| (۴۵)  | عبدالله انتظام        | عبدالله انتظام وزیری                    | ۲ اردیبهشت ۱۳۳۳  | ۱۶ فروردین ۱۳۳۴               | فضل‌الله زاهدی                              | محمدرضا شاه   |
| (۴۵)  | عبدالله انتظام        | عبدالله انتظام وزیری                    | ۱۹ فروردین ۱۳۳۴  | ۳ دی ۱۳۳۴                     | حسین علاء                                  | محمدرضا شاه   |
| ۴۸    | علیقلی اردلان         | علیقلی اردلان                           | ۳ دی ۱۳۳۴        | ۲۴ خرداد ۱۳۳۵                 | حسین علاء                                  | محمدرضا شاه   |
| ۴۸    | علیقلی اردلان         | علیقلی اردلان                           | ۲۶ خرداد ۱۳۳۵    | ۱۴ فروردین ۱۳۳۶               | حسین علاء                                  | محمدرضا شاه   |
| ۴۸    | علیقلی اردلان         | علیقلی اردلان                           | ۲۰ فروردین ۱۳۳۶  | ۲۸ اردیبهشت ۱۳۳۷              | منوچهر اقبال                               | محمدرضا شاه   |
| (۴۲)  | علی‌اصغر حکمت          | علی‌اصغر حکمت                            | ۲۰ اردیبهشت ۱۳۳۷ | ۲۰ خرداد ۱۳۳۸                 | منوچهر اقبال                               | محمدرضا شاه   |
| ۴۹    | جلال عبده             | جلال عبده                               | ۲۲ خرداد ۱۳۳۸    | ۱۱ مرداد ۱۳۳۸                 | منوچهر اقبال                               | محمدرضا شاه   |
| ۵۰    | غلامعباس آرام         | غلامعباس آرام                           | ۱۱ مرداد ۱۳۳۸    | ۷ شهریور ۱۳۳۹                 | منوچهر اقبال                               | محمدرضا شاه   |
| ۵۱    | یدالله عضدی           | یدالله عضدی                             | ۹ شهریور ۱۳۳۹    | ۲ اسفند ۱۳۳۹                  | جعفر شریف‌امامی                             | محمدرضا شاه   |
| ۵۲    | حسین قدس نخعی         | حسین قدس نخعی                           | ۲۰ اسفند ۱۳۳۹    | ۱۴ اردیبهشت ۱۳۴۰              | جعفر شریف‌امامی                             | محمدرضا شاه   |
| ۵۲    | حسین قدس نخعی         | حسین قدس نخعی                           | ۱۶ اردیبهشت ۱۳۴۰ | فروردین ۱۳۴۱                  | علی امینی                                  | محمدرضا شاه   |
| (۵۰)  | غلامعباس آرام         | غلامعباس آرام                           | ۱۲ فروردین ۱۳۴۱  | ۲۷ تیر ۱۳۴۱                   | علی امینی                                  | محمدرضا شاه   |
| (۵۰)  | غلامعباس آرام         | غلامعباس آرام                           | ۲۸ تیر ۱۳۴۱      | ۲۹ بهمن ۱۳۴۱                  | اسدالله علم                                | محمدرضا شاه   |
| (۵۰)  | غلامعباس آرام         | غلامعباس آرام                           | ۳۰ بهمن ۱۳۴۱     | ۲۹ مهر ۱۳۴۲                   | اسدالله علم                                | محمدرضا شاه   |
| (۵۰)  | غلامعباس آرام         | غلامعباس آرام                           | ۳۰ مهر ۱۳۴۲      | ۱۷ اسفند ۱۳۴۲                 | اسدالله علم                                | محمدرضا شاه   |
| (۵۰)  | غلامعباس آرام         | غلامعباس آرام                           | ۱۷ اسفند ۱۳۴۲    | ۱۵ آذر ۱۳۴۳                   | حسنعلی منصور                               | محمدرضا شاه   |
| (۵۰)  | غلامعباس آرام         | غلامعباس آرام                           | ۱۵ آذر ۱۳۴۳      | ۶ بهمن ۱۳۴۳                   | حسنعلی منصور                               | محمدرضا شاه   |
| (۵۰)  | غلامعباس آرام         | غلامعباس آرام                           | ۱۷ بهمن ۱۳۴۳     | ۲۲ دی ۱۳۴۵                    | امیرعباس هویدا                             | محمدرضا شاه   |
| ۵۳    | اردشیر زاهدی          | اردشیر زاهدی                            | ۲۲ دی ۱۳۴۵       | ۲۴ مهر ۱۳۴۶                   | امیرعباس هویدا                             | محمدرضا شاه   |
| ۵۳    | اردشیر زاهدی          | اردشیر زاهدی                            | ۲۶ مهر ۱۳۴۶      | ۳ آذر ۱۳۴۷                    | امیرعباس هویدا                             | محمدرضا شاه   |
| ۵۳    | اردشیر زاهدی          | اردشیر زاهدی                            | ۳ آذر ۱۳۴۷       | ۱۲ دی ۱۳۴۹                    | امیرعباس هویدا                             | محمدرضا شاه   |
| ۵۳    | اردشیر زاهدی          | اردشیر زاهدی                            | ۱۲ دی ۱۳۴۹       | ۲۱ شهریور ۱۳۵۰                | امیرعباس هویدا                             | محمدرضا شاه   |
| ۵۴    | عباسعلی خلعتبری       | عباسعلی خلعتبری                         | ۲۲ شهریور ۱۳۵۰   | ۷ اردیبهشت ۱۳۵۳               | امیرعباس هویدا                             | محمدرضا شاه   |
| ۵۴    | عباسعلی خلعتبری       | عباسعلی خلعتبری                         | ۷ اردیبهشت ۱۳۵۳  | ۳۰ شهریور ۱۳۵۴                | امیرعباس هویدا                             | محمدرضا شاه   |
| ۵۴    | عباسعلی خلعتبری       | عباسعلی خلعتبری                         | ۳۱ شهریور ۱۳۵۴   | ۳ شهریور ۱۳۵۶                 | امیرعباس هویدا                             | محمدرضا شاه   |
| ۵۴    | عباسعلی خلعتبری       | عباسعلی خلعتبری                         | ۳ شهریور ۱۳۵۶    | ۲۵ شهریور ۱۳۵۷                | جمشید آموزگار                              | محمدرضا شاه   |
| ۵۵    | امیرخسرو افشار قاسملو | امیرخسرو افشار قاسملو                   | ۲۵ شهریور ۱۳۵۷   | ۱ آذر ۱۳۵۷                    | جعفر شریف‌امامی                             | محمدرضا شاه   |
| ۵۵    | امیرخسرو افشار قاسملو | امیرخسرو افشار قاسملو                   | ۱ آذر ۱۳۵۷       | ۱۶ دی ۱۳۵۷                    | غلامرضا ازهاری                             | محمدرضا شاه   |
| ۵۶    | احمد میرفندرسکی       | احمد میرفندرسکی                         | ۲۶ دی ۱۳۵۷       | ۲۲ بهمن ۱۳۵۷                  | شاپور بختیار                               | محمدرضا شاه   |

## جمهوری اسلامی
| شماره | نگاره               | نام                        | آغاز وزارت           | پایان وزارت      | رئیس دولت           | رهبر              |
| ----- | ------------------- | -------------------------- | -------------------- | ---------------- | ------------------- | ----------------- |
| ۵۷    | کریم سنجابی         | کریم سنجابی                | ۲۴ بهمن ۱۳۵۷         | ۲۶ فروردین ۱۳۵۸  | مهدی بازرگان        | سید روح‌الله خمینی |
| ...   | مهدی بازرگان        | مهدی بازرگان (سرپرست)      | ۲۶ فروردین ۱۳۵۸      | ۲ اردیبهشت ۱۳۵۸  | مهدی بازرگان        | سید روح‌الله خمینی |
| ...   | ابراهیم یزدی        | ابراهیم یزدی               | ۲ اردیبهشت ۱۳۵۸      | ۹ اردیبهشت ۱۳۵۸  | مهدی بازرگان        | سید روح‌الله خمینی |
| ۵۸    | ابراهیم یزدی        | ابراهیم یزدی               | ۹ اردیبهشت ۱۳۵۸      | ۱۴ آبان ۱۳۵۸     | مهدی بازرگان        | سید روح‌الله خمینی |
| ...   | ابوالحسن بنی‌صدر     | ابوالحسن بنی‌صدر (سرپرست)   | ۱۸ آبان ۱۳۵۸         | ۸ آذر ۱۳۵۸       | شورای انقلاب        | سید روح‌الله خمینی |
| ۵۹    |                     | صادق قطب‌زاده               | ۸ آذر ۱۳۵۸           | ۱۹ شهریور ۱۳۵۹   | شورای انقلاب        | سید روح‌الله خمینی |
| ...   |                     | محمدکریم خداپناهی (سرپرست) | شهریور ۱۳۵۹          | ۲۰ اسفند ۱۳۵۹    | محمدعلی رجایی       | سید روح‌الله خمینی |
| ...   | محمدعلی رجایی       | محمدعلی رجایی (سرپرست)     | ۲۰ اسفند ۱۳۵۹        | ۱۴ تیر ۱۳۶۰      | محمدعلی رجایی       | سید روح‌الله خمینی |
| ۶۰    | میرحسین موسوی       | میرحسین موسوی              | ۱۴ تیر ۱۳۶۰          | ۲۶ مرداد ۱۳۶۰    | محمدعلی رجایی       | سید روح‌الله خمینی |
| ۶۰    | میرحسین موسوی       | میرحسین موسوی              | ۲۶ مرداد ۱۳۶۰        | ۱۲ شهریور ۱۳۶۰   | محمدجواد باهنر      | سید روح‌الله خمینی |
| ۶۰    | میرحسین موسوی       | میرحسین موسوی              | ۱۲ شهریور ۱۳۶۰       | ۱۱ آبان ۱۳۶۰     | محمدرضا مهدوی کنی   | سید روح‌الله خمینی |
| ۶۰    | میرحسین موسوی       | میرحسین موسوی              | ۱۱ آبان ۱۳۶۰         | ۲۴ آذر ۱۳۶۰      | میرحسین موسوی       | سید روح‌الله خمینی |
| ۶۱    | علی‌اکبر ولایتی      | علی‌اکبر ولایتی             | ۲۴ آذر ۱۳۶۰          | ۶ آبان ۱۳۶۴      | میرحسین موسوی       | سید روح‌الله خمینی |
| ۶۱    | علی‌اکبر ولایتی      | علی‌اکبر ولایتی             | ۶ آبان ۱۳۶۴          | ۷ شهریور ۱۳۶۸    | میرحسین موسوی       | سید روح‌الله خمینی |
| ۶۱    | علی‌اکبر ولایتی      | علی‌اکبر ولایتی             | ۷ شهریور ۱۳۶۸        | ۲۹ مرداد ۱۳۷۶    | اکبر هاشمی رفسنجانی | سید علی خامنه‌ای   |
| ۶۲    | کمال خرازی          | کمال خرازی                 | ۲۹ مرداد ۱۳۷۶        | ۲ شهریور ۱۳۸۴    | سید محمد خاتمی      | سید علی خامنه‌ای   |
| ۶۳    | منوچهر متکی         | منوچهر متکی                | ۲ شهریور ۱۳۸۴        | ۲۲ آذر ۱۳۸۹      | محمود احمدی‌نژاد     | سید علی خامنه‌ای   |
| ۶۴    | علی‌اکبر صالحی       | علی‌اکبر صالحی              | ۲۲ آذر ۱۳۸۹ (سرپرست) | ۱۰ بهمن ۱۳۸۹     | محمود احمدی‌نژاد     | سید علی خامنه‌ای   |
| ۶۴    | علی‌اکبر صالحی       | علی‌اکبر صالحی              | ۱۰ بهمن ۱۳۸۹         | ۲۴ مرداد ۱۳۹۲    | محمود احمدی‌نژاد     | سید علی خامنه‌ای   |
| ۶۵    | محمدجواد ظریف       | محمدجواد ظریف              | ۲۴ مرداد ۱۳۹۲        | ۳ شهریور ۱۴۰۰    | حسن روحانی          | سید علی خامنه‌ای   |
| ۶۶    | حسین امیرعبداللهیان | حسین امیرعبداللهیان        | ۳ شهریور ۱۴۰۰        | ۳۰ اردیبهشت ۱۴۰۳ | سید ابراهیم رئیسی   | سید علی خامنه‌ای   |
| ...   | علی باقری کنی       | علی باقری کنی (سرپرست)     | ۳۱ اردیبهشت ۱۴۰۳     | ۳۱ مرداد ۱۴۰۳    | محمد مخبر (سرپرست)  | سید علی خامنه‌ای   |
| ۶۷    | سید عباس عراقچی     | سید عباس عراقچی            | ۳۱ مرداد ۱۴۰۳        | متصدی            | مسعود پزشکیان       | سید علی خامنه‌ای   |

### بخش پیش از مشروطه
- آدمیت، فریدون (۱۳۸۵). امیرکبیر و ایران. انتشارات خوارزمی. شابک ۹۷۸۹۶۴۴۸۷۰۳۰۹.
- اعتمادالسلطنه، محمدحسن. روزنامهٔ خاطرات اعتمادالسلطنه وزیر انطباعات در اواخر دورهٔ ناصری. تهران:انتشارات امیرکبیر، ۱۳۴۵.
- افضل الملک، غلامحسین؛ سعدوندیان، سیروس؛ اتحادیه، منصوره (۱۳۶۱). افضل التواریخ. افضل التواریخ. ج. ۱. نشر تاریخ ایران. دریافت‌شده در ۲۰۱۳-۱۲-۰۳.
- اقبال آشتیانی، عباس. تاریخ مفصل ایران از صدر اسلام تا انقراض قاجاریه. تهران:انتشارات خیام، تاریخ چاپ نامشخص.
- امانت، عباس (۱۳۹۱). قبلهٔ عالم ناصرالدین شاه قاجار و پادشاهی ایران (۱۳۱۳–۱۲۴۷). ترجمهٔ حسن کامشاد. تهران: نشر کارنامه. شابک ۹۷۸۹۶۴۴۳۱۰۴۰۹.
- بوشاسب گوشه، فیض الله (۱۳۷۳). «بررسی تاریخ روابط خارجی ایران با غرب در اوایل دوره قاجار». مصباح (۱۲): ۱۶۵–۱۷۵. دریافت‌شده در ۲۰۱۳-۱۲-۰۳.
- تیموری، ابراهیم (۱۳۸۲). «گوشه‌ای از تاریخ ایران (۲۰)». اطلاعات سیاسی - اقتصادی (۱۹۷): ۶۶–۷۳. دریافت‌شده در ۲۰۱۳-۱۲-۰۳.
- خسروی زاده، صباح؛ کمالی، محمد علی (۱۳۹۲). «زمینه‌های شکل‌گیری وزارت خارجه در دوره قاجار». پژوهش‌های علوم انسانی (۱۹): ۱۲۷–۱۴۸. دریافت‌شده در ۲۰۱۳-۱۲-۰۳.
- سعادت نوری، حسین (۱۳۴۱). «آصف الدوله ها». یغما (۱۷۲): ۳۷۹–۳۸۳. دریافت‌شده در ۲۰۱۳-۱۲-۰۳.
- سعادت نوری، حسین (۱۳۴۳). «حاج میرزا آقاسی - ۱۳ -». یغما (۱۹۸): ۴۶۰–۴۶۸. دریافت‌شده در ۲۰۱۳-۱۲-۰۳.
- سعادت نوری، حسین (۱۳۴۵). «سپهسالارها میرزا محمد خان سپهسالار». یغما (۲۱۴): ۷۷–۸۱. دریافت‌شده در ۲۰۱۳-۱۲-۰۳.
- شعیبی عمرانی، محیا (۵ اسفند ۱۳۹۲). «نسب‌نامهٔ خاندان انصاری آذربایجان». وبگاه کتابخانه، موزه و مرکز اسناد مجلس شورای اسلامی. بایگانی‌شده از روی نسخه اصلی در ۲۶ فوریه ۲۰۱۴. دریافت‌شده در ۷ اسفند ۱۳۹۲.
- غنی، قاسم (۱۳۲۴). «احوال معاصرین: احوال مرحوم اسفندیاری (حاجی محتشم السلطنه) (۱۳۸۳–۱۳۶۴ قمری)». یادگار (۸): ۷۲–۸۰. دریافت‌شده در ۲۰۱۳-۱۲-۰۳.
- گل چین معانی، احمد (۱۳۴۶). «حاجی محمد حسینخان نظام الدوله اصفهانی صدر اعظم ایران». وحید (۵۱): ۲۲۵–۲۳۱. دریافت‌شده در ۲۰۱۳-۱۲-۰۳.
- لسان‌الملک سپهر، محمدتقی (۱۳۷۷). ناسخ‌التواریخ تاریخ قاجاریه. ج. ۱. به کوشش جمشید کیانفر. تهران: انتشارات اساطیر. شابک ۹۶۴۵۹۶۰۸۵۱.
- مستوفی، عبدالله (۱۳۸۴). شرح زندگانی من، یا، تاریخ اجتماعی و اداری دوره قاجاریه. شرح زندگانی من (تاریخ اجتماعی و اداری دوره قاجاریه). ج. ۲. زوار. دریافت‌شده در ۲۰۱۳-۱۲-۰۳.

### بخش پس از مشروطه
- دولت‌های ایران از میرزا نصرالله خان مشیرالدوله تا میرحسین موسوی (با تجدید نظر و اضافات). وزارت فرهنگ و ارشاد اسلامی، سازمان چاپ و انتشارات. ۱۳۷۹. شابک ۹۶۴۴۲۲۱۴۷۸.
- ذاکرحسین، عبدالرحیم (۱۳۷۷). ادبیات سیاسی ایران در عصر مشروطیت. تهران: نشر علم. شابک ۹۶۴۵۹۸۹۹۹X.
- ضرغام بروجنی، جمشید (۱۳۵۰). «میرزا احمد خان مشیرالسلطنه (نخست‌وزیر ایران از ابتدای مشروطیت تاکنون)». وحید (۹۳): ۹۶۳–۹۶۷. دریافت‌شده در ۲۰۱۳-۱۲-۰۳.
- طاهراحمدی، محمود (۱۳۸۴). «علی قلی مسعود انصاری، مشاور الممالک». نامه انجمن (۱۹): ۱۷۱–۱۷۶. دریافت‌شده در ۲۰۱۴-۰۲-۲۴.
- مستوفی، عبدالله (۱۳۸۴). شرح زندگانی من، یا، تاریخ اجتماعی و اداری دوره قاجاریه 3. شرح زندگانی من (تاریخ اجتماعی و اداری دوره قاجاریه). ج. ۳. زوار. دریافت‌شده در ۲۰۱۳-۱۲-۰۳.
- نوایی، عبدالحسین (۱۳۵۵). دولت‌های ایران از آغاز مشروطیت تا اولتیماتوم. تهران: انتشارات بابک.